# تاج‌صدفان
تاج‌صدفان (نام علمی: Melongenidae) نام یک تیره از راسته نوشکم‌پایان است.